# Balátatelep
Balátatelep románul: Bălata, falu Romániában, Erdélyben, Hunyad megyében.

## Fekvése
Marossolymos (Şoimuş) mellett fekvő település.

## Története
Balátatelep (Bălata) korábban Marossolymos (Şoimuş) része volt.
1966-ban 375 lakosa volt. 1977-ben 408 lakosából 404 román, 4 magyar, 1992-ben 363 lakosából 347 román, 6 magyar, 10 egyéb nemzetiségű, 2002-ben 414 lakosából 391 román, 23 magyar volt.